# Beautiful Tragedy (singolo)
Beautiful Tragedy è una canzone del gruppo metalcore statunitense In This Moment. La canzone dà il nome al suo primo album in studio, Beautiful Tragedy, pubblicato come secondo singolo dell'album.

## Il brano
La canzone ha un suono meno pesante di Prayers, il singolo precedente della band, essendo più una canzone di alternative metal e gothic metal anche se ha le caratteristiche del metalcore in termini di voci pulite e urla.

## Significato della canzone
Maria Brink menziona quanto segue: "Continuavo a pensare a questi funerali, dove ci sono membri della famiglia che non si sono parlati per anni. Ed allora quando perdono qualcuno, improvvisamente tutti si amano. Talvolta, qualcosa di oscuro fa uscire qualcosa di bello".

## Video musicale
Il video musicale del brano, diretto da Robert Hall, è stato girato a Santa Clarita in California. Alterna scene del gruppo che suona all'aperto in un campo a scene di Maria Brink, truccata da bambola, che esce da una fossa per poi andare su una collina con un lucubre personaggio con un saio nero ed infine rompersi in mille pezzi.

## Formazione
- Maria Brink – voce
- Chris Howorth – chitarra solista
- Blake Bunzel – chitarra ritmica
- Jesse Landry – basso
- Jeff Fabb – batteria